# 松平信宝 (上山藩主)
松平 信宝（まつだいら のぶみち）は、江戸時代後期の大名。出羽国上山藩8代藩主。藤井松平家嫡流14代。官位は従五位下・山城守、中務少輔。

## 生涯
文化14年（1817年）5月19日、7代藩主・松平信行の長男として誕生した。天保2年（1831年）10月9日、父の隠居により家督を継いだ。同年12月に叙任する。外桜田門番、和田倉門番、大坂加番などを務め、天保の大飢饉では飛び地領から米を輸送し領民の救済に充てた。天保11年(1840年)に天輔館に代わる新たな藩校を設置し、名を明新館とした（現在の山形県立上山明新館高校の起源）。安政6年(1859年)、領内に社倉を設置して農民に米穀の備蓄をさせた。
文久2年（1862年）4月6日、長男の信庸に家督を譲って隠居し、明治5年（1872年）3月7日に死去した。享年56。

## 系譜
父母
- 松平信行（父）
- 三橋氏（母） - 側室

正室、継室
- 秀、お透（正室） - 戸沢正胤の娘
- 松平宗発の娘（継室）

側室
- 吉田氏
- 茂木キク
- 土屋氏

子女
- 松平信庸（長男） 生母はキク
- 松平信安（五男） 生母は吉田氏
- 典子 - 山内豊福継室
- 由（三女） - 青木重義正室（離縁）、のち久世広業正室
- 江美子（四女） - 生駒親敬正室